# Temple the Balloonist
Temple the Balloonist (яп. 風船少女テンプルちゃん Фусэн Сёдзё Тэнпуру-тян, Темпль — девочка с воздушным шаром) — японский мультипликационный сериал, выпущенный студией Tatsunoko Production в 1977 году. Всего выпущено 26 серий.

## Сюжет
Темпль это маленькая и милая девочка, которая очень любит музыку. Однажды улетев на летающем шарике, Темпль оказывается вдалеке от родного дома и родителей. Отчаянная девочка случайно встречает барабанщика и сопровождающих его зверей-музыкантов, которые поднимают дух девочки. Темпль со своими новыми друзьями теперь должна отыскать дорогу обратно к своему дому.
Во французской версии мультсериала Темпль носит имя — Ширли,  на испанском — Сабрина, на арабском — Ясмина, а на японском — Тэнпуру.

## Роли озвучивали
- Кумико Такидзава — Темпль
- Норико Цукасэ — Таму Таму
- Икуко Тани — голос за кадром
- Канэта Кимоцуки — Каппэ
- Кэйко Томотика — Мама
- Кэнити Огата — Дора
- Масанобу Окубо — Мобстар
- Масао Иманиси — Босс
- Рюдзи Накаги — Папа
- Ёко Яно — Чуппи
- Юко Хисамацу — Фуватто

## Интернациональные названия
- 風船少女テンプルちゃん (Японский)
- Las aventuras de la nina Sabrina (Испанский)
- Sabrina (Испанский)
- Sabrina y sus amigos (Испанский)
- Shirley la petite fille en ballon (Французский)
- Temple e Tam Tam (Итальянский)
- Temple the Balloon Girl (Английский)
- Temple the Balloonist (Английский)
- ياسمينا (Арабский)